# Deliphrum tectum
Deliphrum tectum — вид стафилинид подсемейства Omaliinae.

## Распространение
Встречается в Транспалеарктике.

## Экология
Обитает в лесной подстилке.